# Сергеев, Алексей Алексеевич (экономист)
Алексе́й Алексе́евич Серге́ев (род. 2 декабря 1930, Молчаново) — российский политик, учёный-экономист. Профессор, доктор экономических наук.
Член ЦК КПСС в 1990—1991 годах. Виктор Тюлькин отмечал, что во главе с Сергеевым был организован оргкомитет с требованием созыва чрезвычайного съезда КПСС (см. XXVIII съезд КПСС). 
В 1991 году баллотировался на пост вице-президента РСФСР в паре с Альбертом Макашовым (на тот момент руководил кафедрой в АТиСО). В 1990-х годах секретарь РКРП. В 1999 году секретарь Общероссийского политического общественного движения «Коммунисты — Трудовая Россия — За Советский Союз».
В 1953 году окончил Томский государственный университет. С начала 1970-х годов работал заведующим сектором в Институте экономики Академии наук СССР. Был заведующим кафедрой в Институте цветных металлов и золота (г. Красноярск), также работал в Калининском педагогическом институте, Центральной научно-исследовательской лаборатории МВД СССР, Высшей школе профсоюзного движения им. Шверника в Москве. Основная работа: «Структура производственных отношений социализма: Вопросы методологии исследования» (М., Наука, 1979). Был одним из критиков экономических реформ Косыгина: считал, что нужно уменьшать себестоимость, а не увеличивать прибыль. Положительно относился к рынку товаров, отрицательно к рынку труда. Являлся оппонентом по докторской у М. В. Попова, который указывает Сергеева первым, обратившим внимание на принцип выборности народных депутатов через коллективы, получивший на излете существования СССР в левой общественной мысли некоторое значение.